# Zygmund Przemyslaw Rondomanski
Zygmund Przemyslaw Rondomanski (* 22. Oktober 1908 in New London, Connecticut; † 5. Januar 2000 in Independence, Missouri) war ein US-amerikanischer Komponist und Cellist polnischer Abstammung.
Rondomanski studierte bis 1935 Komposition, Musiktheorie und Harmonielehre am Institute of Musical Art (der späteren Juilliard School of Music) bei Percy Goetschius, absolvierte dann eine Celloausbildung am Konservatorium der University of Missouri–Kansas City und ein Kompositionsstudium am Konservatorium der University of Chicago.
Er wirkte als Erster Cellist des Streichorchesters des Kansas City Conservatory of Music unter Francis Buebendorf und des Independence Symphony Orchestra sowie als Dirigent des Groton Symphony Orchestra. Seit 1943 lebte er in Independence/Missouri.
Rondomanski komponierte über dreihundertfünfzig Werke, darunter neben Orchesterstücken zahlreiche Märsche sowie Stücke für den Unterrichtsgebrauch.